# Taça Cidade de São Luís 2006
In 2006 werd de vijfde editie van de Taça Cicade de São Luís gespeeld voor voetbalclubs uit Braziliaanse staat Maranhão. De competitie werd gespeeld van 29 januari tot 11 juni en werd georganiseerd door de FMF. Maranhão werd de winnaar.

## Eerste fase
| Plaats | Club           | Wed. | W | G | V | Saldo | Ptn. |
| ------ | -------------- | ---- | - | - | - | ----- | ---- |
| 1.     | Moto Club      | 14   | 7 | 4 | 3 | 26:22 | 25   |
| 2.     | Santa Quitéria | 14   | 6 | 5 | 3 | 22:16 | 23   |
| 3.     | Imperatriz     | 14   | 5 | 5 | 4 | 15:12 | 20   |
| 4.     | Juventude      | 14   | 5 | 5 | 4 | 19:17 | 20   |
| 5.     | Maranhão       | 14   | 5 | 4 | 4 | 21:21 | 19   |
| 6.     | Chapadinha     | 14   | 5 | 4 | 5 | 25:26 | 19   |
| 7.     | Sampaio Corrêa | 14   | 4 | 4 | 6 | 15:16 | 16   |
| 8.     | Comerciário    | 14   | 2 | 3 | 9 | 15:28 | 9    |

|  | Geplaatst voor tweede fase |

## Tweede fase
| Plaats | Club       | Wed. | W | G | V | Saldo | Ptn. |
| ------ | ---------- | ---- | - | - | - | ----- | ---- |
| 1.     | Maranhão   | 4    | 3 | 1 | 0 | 7:3   | 10   |
| 2.     | Imperatriz | 4    | 1 | 1 | 2 | 4:6   | 4    |
| 3.     | Chapadinha | 4    | 0 | 2 | 2 | 2:4   | 2    |

|  | Geplaatst voor tweede fase |

## Finale
Heen
|        |            |       |          |            |
| 8 juni | Imperatriz | 0 – 0 | Maranhão | Imperatriz |
| 8 juni |            |       |          | Imperatriz |

Terug
|               |              |       |            |                                                                                     |
| 11 juni 17:00 | Maranhão     | 1 – 0 | Imperatriz | Estádio Nhozinho Santos, São Luís Toeschouwers: 1.120 Scheidsrechter: Lucas Lindoso |
| 11 juni 17:00 | Carabina 56' |       |            | Estádio Nhozinho Santos, São Luís Toeschouwers: 1.120 Scheidsrechter: Lucas Lindoso |

## Kampioen
| Taça Cicade de São Luís 2006 |
| São Luís                     |
| ---------------------------- |
| MARANHÃO Kampioen (1° titel) |